# Corrosion of Conformity
Corrosion of Conformity är ett amerikanskt hårdrocksband från Raleigh i North Carolina, bildat 1982 och fortfarande aktiva.

## Medlemmar
Nuvarande medlemmar
- Woody Weatherman – sologitarr, bakgrundssång (1982–2006, 2010– )
- Mike Dean – basgitarr, sång (1982–1987, 1993–2006, 2010– )
- Pepper Keenan – gitarr, sång (1989–2006, 2014– )
- John Green - trummor, slagverk (2020-)

Tidigare medlemmar
- Benji Shelton – sång (1982–1983)
- Eric Eycke – sång (1983–1984)
- Simon Bob Sinister – sång (1986–1989)
- Phil Swisher – basgitarr (1987–1993)
- Karl Agell – sång (1989–1993)
- Jimmy Bower – trummor, slagverk (2001–2002)
- Merrit Partridge – trummor, slagverk (2002–2003)
- Stanton Moore – trummor, slagverk (2003–2005)
- Jason Patterson – trummor, slagverk (2005–2006)
- Reed Mullin – trummor, slagverk, sång (1982–2001, 2010–2020) (avliden 2020)

Turnerande medlemmar
- Eric Hernandez – trummor (2014–?)
- Chris Adler – trummor (2016)
- Jean-Paul Gaster – trummor (2016)

## Diskografi
Studioalbum
- 1983 – Eye for an Eye
- 1985 – Animosity
- 1991 – Blind
- 1994 – Deliverance
- 1996 – Wiseblood
- 2000 – America's Volume Dealer
- 2005 – In the Arms of God
- 2012 – Corrosion of Conformity
- 2014 – IX
- 2018 – No Cross No Crown

Livealbum
- 2001 – Live Volume

EP
- 1987 – Technocracy
- 1989 – Six Songs with Mike Singing
- 2010 – Your Tomorrow Parts 1 & 2
- 2012 – Megalodon

Singlar
- 1992 – "Vote with a Bullet"
- 1992 – "Dance of the Dead"
- 1994 – "Albatross" (US Main. #19)
- 1994 – "Broken Man"
- 1995 – "Clean My Wounds" (US Main. #19)
- 1995 – "Seven Days"
- 1996 – "Drowning in a Daydream" (US Main. #27)
- 1996 – "King of the Rotten"
- 2000 – "Congratulations Song" (US Main. #24)
- 2005 – "Stonebreaker"
- 2012 – "The Doom"